# 1995년 NATO의 보스니아 헤르체고비나 폭격
1995년 NATO의 보스니아 헤르체고비나 폭격, 작전명 딜리버레이트 포스 작전(영어: Operation Deliberate Force)은 유엔 보호군 지상군의 협조 하에 북대서양 조약 기구가 1995년 8월부터 9월까지 약 한 달 동안 보스니아 헤르체고비나 일대에서 실시한 폭격 작전이다. 이 폭격 작전은 스레브레니차 집단학살과 마르칼레 집단학살 때 보스니아 헤르체고비나 내에 유엔이 지정한 보호구역을 침공한 스릅스카 공화국의 전쟁 수행 능력을 저하시키기 위해 실시되었다. 해당 작전의 직접적인 계기는 1995년 8월 28일 사라예보 시장에 포탄이 떨어진 것이었다.
작전은 1995년 8월 30일부터 1995년 9월 20일까지 약 한 달 간 진행되었으며, 작전 총지휘관은 미국 해군 제독 레이턴 W. 스미스 주니어가 맡았다. 작전 기간 동안 338개의 세르브계 보스니아인들의 시설들이 파괴되었다. 폭격 동안 보스니아 전역에 1,068발의 폭탄이 투하되었고, 이 중 708발은 정밀타격으로 투하되었다. 사라예보와 한피예사크 일대에는 19발의 감손 우라늄탄이 떨어지기도 했다.
작전 기간 동안 크로아티아군과 크로아티아 방위평의회, 보스니아 헤르체고비나 공화국군은 서부 보스니아에서 마에스트랄 2 작전을 시행했다. 폭격 이후 세르브계 보스니아인들은 협상으로 돌아왔으며, 해당 작전을 통해 사라예보 공방전도 끝나게 되었다. 작전 이후 1995년 11월 보스니아 전쟁 당사자들은 데이턴 협정을 체결했으며, 데이턴 협정 이행을 위해 북대서양 조약 기구는 IFOR을 파견했다.

## 같이 보기
- NATO의 유고슬라비아 공습